# Mieczysława
Mieczysławaⓘ – imię żeńskie. Żeński odpowiednik męskiego imienia Mieczysław. Patronką tego imienia jest bł. Mieczysława Kowalska, jedna ze 108 błogosławionych męczenników II wojny światowej. 
Mieczysława imieniny obchodzi:
- 1 stycznia — data wynikająca z wcześniejszej tradycji,
- 12 czerwca — jako wspomnienie bł. Mieczysławy Kowalskiej.

Znane osoby noszące to imię: 
- Mieczysława Buczkówna
- Mieczysława Ćwiklińska
- Mieczysława Przybylska-Łuczyńska
- Mieczysława Ruxerówna

Zobacz też:
- Nowe Mieczysławy — wieś w Polsce